# آندژی آندژیفسکی
آندژی آندژیفسکی (لهستانی: Andrzej Andrzejewski؛ زادهٔ ۱ ژانویه ۱۹۷۶) بازیگر اهل لهستان است.
از فیلم‌ها یا مجموعه‌های تلویزیونی که وی در آن‌ها نقش داشته‌است، می‌توان به خبرچینان، گوش آقای رئیس، طایفه، در خوشی و سختی، خودِ زندگی، موج جرم و جنایت، مزرعه، پیت‌بول، نشانه‌گذاری‌شده، مایکا، ۳۹ و نیم، پدر متیو، خون از خون، دوران افتخار، قانون حقیقی، کمیسر آلکس، پزشکان، رنگ‌های خوشبختی، آخر هفته، آوای وزغ، ماگدا ام.، کارآگاهان جنایی، ع چون عشق، تقارن، یوب، آخرین سلول خاکستری مغز و بدهی اشاره نمود.